# Христофоровка (Тамбовская область)
Христофо́ровка — село в Сосновском районе Тамбовской области России. Входит в состав Ламского сельсовета.

## География
Село находится в северной части Тамбовской области, в лесостепной зоне, в пределах Окско-Донской равнины, на расстоянии примерно 28 км (по прямой) к западу от посёлка городского типа Сосновка, административного центра района. Абсолютная высота — 169 м над уровнем моря.
Часовой пояс
Село Христофоровка, как и вся Тамбовская область, находится в часовой зоне МСК (московское время). Смещение применяемого времени относительно UTC составляет +3:00.

## Население
| 2010 |
| ---- |
| 193  |

Половой состав
По данным Всероссийской переписи населения 2010 года, в гендерной структуре населения мужчины составляли 45,1 %, женщины — соответственно 54,9 %.
Национальный состав
Согласно результатам переписи 2002 года, в национальной структуре населения русские составляли 96 % из 243 чел.

## Улицы
Уличная сеть села состоит из двух улиц (ул. Молодёжная и ул. Новая).

## Транспорт
К северу от села проходит автодорога межмуниципального значения 68Н-049.